# Крокодил-дантист
Крокодил-Дантист— игра для маленьких детей, впервые опубликованная Milton Bradley в 1990 году. Уменьшенная версия игры для путешествий была выпущена в 1993 году и в настоящее время выпускается Winning Moves. Игра была задумана Робертом Б. Фюрером, который позже создал Gator Golf и множество других игрушек и игр.

## Геймплей
Цель игры — надавить на пластиковые зубы из пасти игрушечного крокодила. В более ранних версиях игроку требовалось вытащить зуб плоскогубцами; это было изменено, чтобы избежать мелких свободных частей и сделать игру более доступной для маленьких детей. Если «больной зуб» надавить или удалить, рот захлопнется и бросится на того, кто вытащил больной зуб, а тот, кто заставил рот закрыться, считается проигравшим. Механизм выталкивания зуба изначально использовался только в версии для путешествий, в которой отсутствует возможность выпада, но позже был включен в полноразмерную версию игры.

## Развития
Крокодил-Дантист претерпел несколько изменений на этапе разработки. Фюреру и его техникам было поручено изменить длину и скорость выпадов крокодила, чтобы игрушка не травмировала глаза. Фюрер также добавил пару пластиковых плоскогубцев, чтобы развеять опасения детей, что они повредят пальцы. Однако позже тестировщики игры посчитали, что игрушке не хватает азарта, и хотя плоскогубцы остались в конечном продукте, Фюрер восстановил исходное выпадение.

## Прием
Крокодил-Дантист был одной из самых продаваемых игр рождественского сезона 1991 года и оставалась лидером продаж после этого. Крокодил-Дантист был затем выпущен Toy City в Соединенном Королевстве. Несколько критиков назвали продукт одной из самых странных новых игрушек, доступных на рынке."Какой ум придумал эту игру?" — спросил Майк Ардженто из York Daily Record, который включил ее в свою премию Bizarre Toy Awards 1992 года. Однако двенадцать лет спустя Ардженто признал, что игра «перешла в статус классической». Успех Крокодила-Дантиста побудил Роберта Фюрера разработать несколько других игр на тему крокодилов. Одна из них, Crocodile Golf, стала популярной Gator Golf.

## В популярной культуре
В эпизоде 1993 года The Price Is Right был показан ляп, связанный с версией Крокодила-Дантиста для путешествий. Игра использовалась в качестве одного из небольших призов в ценовой игре Pathfinder, и ведущий Боб Баркер и модель Дженис Пеннингтон решили опробовать ее. Баркер запустил больной зуб, из-за чего челюсти крокодила сомкнулись на его пальце, и Баркер взвизгнул от боли. В десятом эпизоде Men Behaving Badly главные герои играют в игру с десятилетним племянником Дороти.